# (1664) Felix
(1664) Felix ist ein Asteroid des Hauptgürtels, der am 4. Februar 1929 vom belgischen Astronomen Eugène Joseph Delporte in Ukkel entdeckt wurde.
Benannt ist der Asteroid nach dem belgischen bzw. flämischen Schriftsteller Felix Timmermans.